# Raïon d'Ivatsevitchy
Le raïon d'Ivatsevitchy (en biélorusse : Івацэвіцкі раён, Ivatsevitski raïon) ou raïon d'Ivatsevitchi (en russe : Ивацевичский район, Ivatsevitchski raïon) est une subdivision de la voblast de Brest, en Biélorussie. Son centre administratif est la ville d'Ivatsevitchy.

## Géographie
Le raïon couvre une superficie de 2 998,11 km2, dans le nord de la voblast. Le raïon d'Ivatsevitchy est limité au nord par la voblast de Hrodna (raïon de Slonim) et le raïon de Baranavitchy, à l'est par le raïon de Liakhavitchy et le raïon de Hantsavitchy, au sud par le raïon de Pinsk, le raïon d'Ivanava et le raïon de Biaroza, et à l'ouest par le raïon de Proujany.

## Histoire
Le raïon a été fondé le 15 janvier 1940 avec la ville de Kossava pour centre administratif. En 1947, sur décision du Conseil des ministres de la République socialiste soviétique de Biélorussie, le village d'Ivatsevitchy reçut le statut de commune urbaine et le centre du raïon fut transféré de Kossava à Ivatsevitchy. En 1962, le raïon d'Ivatsevitchyfut incorporé dans le raïon de Biaroza. En 1965, le raïon d'Ivatsevitchy fut rétabli. L'année suivante, Ivatsevitchy accéda au statut de ville.

## Population

### Démographie
Les résultats des recensements (*) montrent une diminution continue de la population depuis les années 1970, qui s'est accélérée dans les premières années du XXIe siècle.
| 1959*  | 1970*  | 1979*  | 1989*  | 1999*  | 2009*  |
| ------ | ------ | ------ | ------ | ------ | ------ |
| 67 572 | 73 607 | 69 572 | 67 025 | 69 935 | 59 906 |

### Nationalités
Selon les résultats du recensement de 2009, la population du raïon se composait de deux nationalités principales :
- 94,43 % de Biélorusses ;
- 3,67 % d'Ukrainiens.

### Langues
En 2009, la langue maternelle était le biélorusse pour 76,5 % des habitants du raïon d'Ivatsevitchy et le russe pour 22,7 %. Le biélorusse était parlé à la maison par 48,2 % de la population et le russe par 50,7 %.